# زلزال حلب (1138)
 زلزال حلب 1138، زلزال وقع بالقرب من مدينة حلب شمالي سوريا في 11 تشرين الأول عام 1138 ميلاديّة حيث وصف ابن القلانسي وقائع الزلزال بشكل دقيق بكتاباته،صنّفته هيئة المساحة الجيولوجي الأمريكية زلزال رابعَ أخطر زلزال في التاريخ. هو من بين أكثر الزلازل دموية في التاريخ. وقد أخذَ اسمه من مدينة حلب في شمال سوريا حيث سقط معظم الضحايا. وقع الزلزال في 11 أكتوبر 1138، وسبقه زلزال أصغر في العاشر من الشهر نفسه. يغلبُ أن يُسرد أنه رابع الزلزال المميتة في التاريخ بعد زلازل شانشي والمحيط الهندي وتانغشان في الصين. ومع ذلك فلقد بلغ عدد الضحايا الذين سقطوا بسببه 230,000 قتيلاً. وقُدّرت شدة الزلزال بـ 8.5 درجة على مقياس ريختر.نقل المؤرخ والكاتب الدمشقي

## الخلفية
تقع مدينة حلب على طول الجزء الشمالي من صدع البحر الميت، وهو فالق يفصل الصفيحة العربية عن الصفيحة الأفريقية. كان الزلزال بداية أول تسلسلين عنيفين من الزلازل في المنطقة: من أكتوبر 1138 حتى يونيو 1139، وسلسلة أكثر شدة من سبتمبر 1156 إلى مايو 1159. أثر التسلسل الأول على المناطق المحيطة بحلب والجزء الغربي. منطقة إديسا (أورفة الحديثة في تركيا). خلال الثانية تعرضت منطقة شمال غرب سوريا وشمال لبنان ومنطقة أنطاكية (أنطاكية الحديثة في جنوب تركيا) لزلزال مدمر.
في منتصف القرن الثاني عشر، كانت سوريا الشمالية أرضاً مزقتها الحرب. كانت الدول الصليبية التي أقامها الأورُبِّيون الغربيون، مثل إمارة أنطاكية في حالة نزاع مسلح مستمر مع الدول الإسلامية في شمال سوريا والجزيرة خاصة حلب والموصل.

## الوصف
| الزلازل المهلكة            | الزلازل المهلكة | الزلازل المهلكة | الزلازل المهلكة | الزلازل المهلكة |
| ترتيب                      | الزلزال         | البلد           | السنة           | القتلى          |
| -------------------------- | --------------- | --------------- | --------------- | --------------- |
| 1                          | شانشي           | الصين           | 1556            | 830,000         |
| 2                          | المحيط الهندي   | أندونيسيا       | 2004            | 283,100         |
| 3                          | تانغشان         | الصين           | 1976            | 242,000         |
| 4                          | حلب             | سوريا           | 1138            | 230,000         |
| 5                          | غانسو           | الصين           | 1920            | ~ 200,000       |
| مقال رئيسي : قائمة الزلازل |                 |                 |                 |                 |

سجّل أحد المؤرخون المعاصرون في دمشق ابن القلانيسي الزلزال الرئيسَ يوم الأربعاء 11 أكتوبر 1138. وكتب أنه سبقه زلزال مبدئي في 10 أكتوبر وكانت ثمة هزات ارتدادية مساء 20 أكتوبر و25 أكتوبر وفي ليلة 30 أكتوبر - 1 نوفمبر وانتهى في الصباح الباكر من 3 نوفمبر. ومع ذلك فإن كمال الدين كتب لاحقاً أنه كان ثمة زلزال واحد فقط في 19-20 أكتوبر، والذي لا يتفق مع رواية ابن القلانيسي. وبالنظر إلى أن ابن القلانيسي كان يكتب أثناء حدوث الزلازل وأن روايات المؤرخين الآخرين تؤيد تاريخ 10 أو 11 أكتوبر، فإن تاريخ 11 أكتوبر يعتبر موثوقًا به.
كانت حارم أكثرَ المناطق تضرراً حيث بنى الصليبيون قلعة كبيرة. تشير المصادر إلى أن القلعة دُمرت والكنيسة خوت على عروشها. حصن الأتارب الذي استولى عليه المسلمين دُمِّر أيضًا. انهارت القلعة أيضا ما أسفر عن مقتل 600 من حرس القلعة إلا أن المحافظ وبعض الخدم نَجَوا وفروا إلى الموصل. أصبحت مدينة زردنا التي نهبتها القوات المتحاربة مطمورة تماما وكذلك الحصن الصغير في شيه.
لقد حذرت الهزات النذيرة (التي تسبق الزلزال) سكانَ حلب والتي ضمت عدة عشرات الآلاف خلال تلك الفترة، حيث هربوا إلى الريف قبل وقوع الزلزال الرئيس. انهارت جدران القلعة الشرقية والغربية منها. دُمّرت العديد من المنازل وسقطت الأحجار في الشوارع. تشير الروايات المعاصرة إلى الضرر وتدمير حلب الكبير إلا أن المقارنة بين التقارير تشير إلى أنها لم تشهد أكبر الزلازال إطلاقًا.

سُجلّت المزيد من الأضرار في أزرب و بزاعة وتل خالد وتل عمار. لقد شعر بالزلزال الرئيس وتوابعه في دمشق ولكن ليس في القدس. الرجال الذين ابتلعتهم الصدوع التي فتحت في الأرض في الرقة كانت تُنسب خطأً إلى زلزال حلب، واستندت إلى رواية ميخائيل السرياني المتأخرة في القرن الثاني عشر.

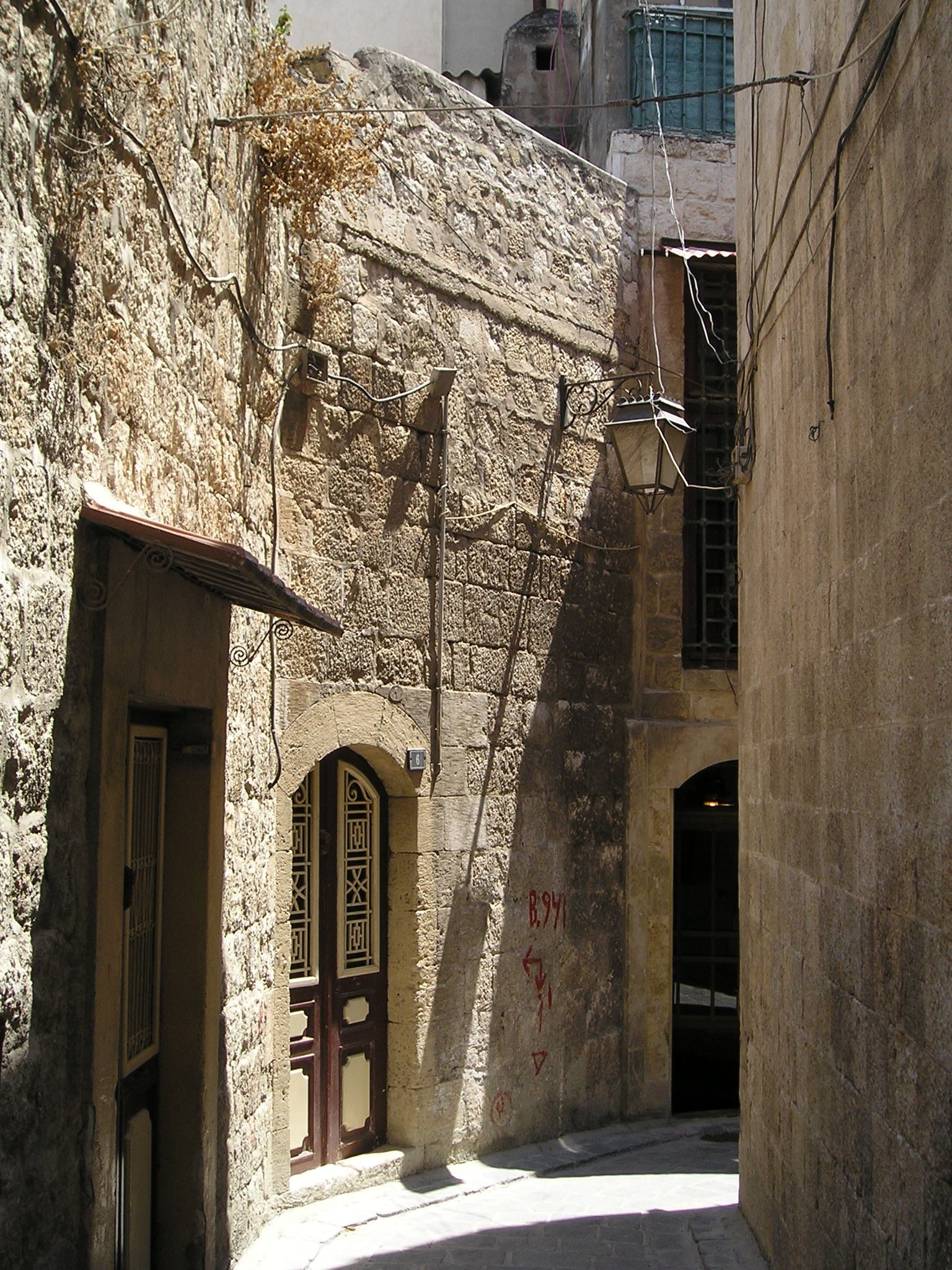
شارع في الحي المسيحي في حلب